# Zgornje Partinje
Zgornje Partinje este o localitate din comuna Sveti Jurij v Slovenskih goricah, Slovenia, cu o populație de 583 de locuitori.